# Eddy Clerté
Eddy Clerté (Chambray-lès-Tours, 15 de agosto de 1998) es un deportista francés que compite en ciclismo en la modalidad de BMX.
Ganó una medalla de bronce en el Campeonato Mundial de Ciclismo BMX de 2025 y una medalla de bronce en el Campeonato Europeo de Ciclismo BMX de 2021.

## Palmarés internacional
| Campeonato Mundial | Campeonato Mundial       | Campeonato Mundial | Campeonato Mundial |
| Año                | Lugar                    | Medalla            | Competición        |
| ------------------ | ------------------------ | ------------------ | ------------------ |
| 2025               | Copenhague (Dinamarca)   | Medalla de bronce  | Carrera            |
| Campeonato Europeo |                          |                    |                    |
| Año                | Lugar                    | Medalla            | Competición        |
| 2021               | Heusden-Zolder (Bélgica) | Medalla de bronce  | Carrera            |